# Petišovci
Petišovci (maďarsky Petesháza) jsou vesnice ležící jižně od města Lendavy v Pomurském regionu ve Slovinsku. Obec leží na levém břehu řeky Mury. Žije zde 803 obyvatel (stav k roku 2017).

## Pamětihodnosti
- kostel svaté Rozálie postavený v roce 1994